# Varvara Jakovleva
Varvara Jakovleva, conosciuta anche come  Barbara Jakovleva e soprannominata dai suoi conoscenti Varja, in russo Варвара Яковлева? (1880 – Alapaevsk, 18 luglio 1918), fu una suora ortodossa russa del convento della granduchessa Elisabetta Fëdorovna; uccisa dai bolscevichi, venne canonizzata dalla Chiesa ortodossa russa fuori dalla Russia nel 1981 e dalla Chiesa ortodossa russa nel 1992 come la Neomartire Varvara e la sua memoria ricorre il 18 luglio.

## Biografia
Jakovleva, minuta in statura e molto religiosa, servì come domestica della Granduchessa prima che questa scegliesse di prendere il velo dopo l'assassinio del marito, Sergej Aleksandrovič Romanov, avvenuto il 18 febbraio 1905 nel Cremlino per mano del rivoluzionario socialista Ivan Kaljaev. Seguendo l'esempio di Elisabetta, Varvara prese i voti religiosi il 15 aprile 1910. Presto confluirono al convento nuove religiose, per la maggior parte appartenenti alla ricca borghesia e alla nobiltà moscovita, tanto che presto il convento, "Casa di Marta e Maria", si ingrandì includendo un dormitorio per i poveri, un sanatorio per le donne tubercolitiche e un ospedale. Furono poi costruite nuove dipendenze per i malati di mente, per le donne incinte e per gli anziani e un orfanotrofio.
Varvara accompagnò di propria volontà la Granduchessa Elisabetta in esilio a cui quest'ultima fu condannata dopo il suo arresto avvenuto a seguito della Rivoluzione russa. Il gruppo di cui facevano parte fu prima confinato a Ekaterinburg e quindi ad Alapaevsk.
Varvara fu uccisa dai bolscevichi insieme alla Granduchessa, al granduca Sergej Michajlovič Romanov, ai principi Ivan, Konstantin e Igor' Konstantinovič, al principe Vladimir Pavlovič Paley e a Fëdor Remez (segretario del Granduca) il 18 luglio del 1918, in una foresta nei pressi di Alapaevsk: il pomeriggio del 18 luglio del 1918 furono condotti all'interno della foresta, colpiti alla testa con un bastone e quindi gettati all'interno di una miniera abbandonata. Tutti, al di fuori del granduca Sergej Michailovič, a cui era stato sparato alla testa, sopravvissero alla caduta, nonostante i bolscevichi avessero gettato delle granate all'interno della fossa. Leggenda vuole che dal profondo della fossa per ore si sentissero inni liturgici cantati dai giustiziati prima che questi, a uno a uno, perdessero coscienza e morissero. In seguito la Jakovleva con la compagna Elisabetta Fëdorovna furono sepolte in una chiesa sul Getsemani.